# Io son per te l’amore
Io son per te l’amore – singel Emmy Marrone, wydany 15 kwietnia 2011, pochodzący z reedycji albumu A me piace così. Tekst utworu napisał Francesco Silvestre, a muzykę skomponował wspólnie z Orazio Grillo.
Singel był notowany na 28. miejscu na oficjalnej liście sprzedaży we Włoszech.
Premiera teledysku do piosenki odbyła się 13 kwietnia 2011 za pośrednictwem strony internetowej dziennika Corriere della Sera. Klip był realizowany w Nowym Jorku, a wyreżyserował go Marco Salom.

## Notowania

### Pozycja na liście sprzedaży
| Kraj   | Notowanie (2011) | Najwyższa pozycja |
| ------ | ---------------- | ----------------- |
| Włochy | FIMI             | 28                |